# IC 183
IC 183 est une galaxie lenticulaire située dans la constellation de la Baleine. Sa vitesse par rapport au fond diffus cosmologique est de (3457 ± 49) km/s, ce qui correspond à une distance de Hubble de 51,0 ± 3,6 Mpc (∼166 millions d'al). IC 183 a été découverte par l'astronome français Stéphane Javelle en 1893.

## Groupe de NGC 788
La galaxie IC 183 fait partie du groupe de NGC 788 qui comprend au moins 5 galaxies. Outre IC 183 et NGC 788, les 3 autres galaxies du groupe sont NGC 829, NGC 830 et NGC 842.